# Sol Invictus (группа)
Sol Invictus ― английская музыкальная группа, исполняющая музыку в жанрах неофолк и неоклассика и возглавляемая Тони Уэйкфордом. Уэйкфорд был единственным постоянным членом группы начиная с момента её создания, хотя многие другие музыканты также внесли свой вклад в её творчество и сотрудничали с проектом на протяжении долгих лет.

## Обзор
После роспуска своего скандального проекта под названием «Above the Ruins», Уэйкфорд вернулся на музыкальную сцену с Sol Invictus в 1987 году. С тех пор в группе выступали многие музыканты, в том числе Сара Брэдшоу, Ник Холл, Селин Марле-Бардо, Натали Ван Кеймойлен, Иэн Рид и Карл Блейк.
Биография неоднократно называл своё творчество фолк-нуаром. Изначально в его произведениях преобладала смесь грубых, мрачных, примитивных пост-панковых звуков и акустические/фолк-элементы. Затем музыка группы постепенно эволюционировала в сторону пышного, изысканного стиля, когда Уэйкфорд начал сотрудничество с музыкантами с классическим музыкальным образованием, как то Эрик Роджер, Мэтт Хауден и Салли Доэрти. В середине 1990-х годов Sol Invictus породил сайд-проект под названием «L’Orchestre Noir» (впоследствии переименованный в «Orchestra Noir»), в котором прослеживается ещё более сильное влияние классического музыкального направления. В 2005 году в составе группы произошли перестановки: её покинули Роджер и Блейк, а их место заняли Кэролайн Джаго, Лесли Мэлоун и Эндрю Кинг.
В 1990 году Уэйкфорд основал свой собственный лейбл, Tursa, чтобы выпускать как свои собственные материалы, так и музыку других музыкантов. Ранее записи Уэйкфорда по всему миру распространяла The World Serpent Distribution Company, а после неё ― Cold Spring Records. В июле 2007 года, лейбл Уэйкфорда был вновь запущен в партнёрстве с израильским продюсером и музыкантом Ривом «М» Малка. В 2009 году Sol Invitus подписали контракт с лейблом Prophecy Records. В июне 2011 года Sol Invitus объявили о прекращении своего партнерства с Cold Spring Records и музыкантом Эндрю Кингом.

## Образы и содержание
Название Sol Invictus является латинским выражением и в переводе означает «непобедимое солнце». Происходит от римского культа с тем же самым именем.
Образ группы и тексты песен, в ранние дни творчества, находились под влиянием философии традиционализма и антипатии по отношению к современному миру. Поверхностный интерес выказывался и к итальянскому философу Юлиусу Эволе, у которого Уэйкфорд, по собственному признанию, «без зазрения совести воровал» названия для песен, хотя и находил его книги «нечитабельными». Более серьёзное влияние оказал поэт Эзра Паунд: «я думаю, что Паунд является одним из величайших поэтов всех времён, хотя некоторые его работы представляются просто умопомрачительно непонятными. Я не согласен с его антисемитизмом, но это не должно умалять его талантов в глазах людей» ― говорил Уэйкфорд.
Группа также ранее проявляла большой интерес к митраизму и германскому неоязычеству, что зачастую было связано с явной антипатией к христианству: так, альбом 1997 года The Blade включает в себя трек под названием Gealdor, в котором воспевается Один. Уэйкфорд, как правило, писал тексты с атмосферой романтизма: в них чувствуется меланхоличность и обречённость, часто затрагиваются такие темы, как увядание красоты, угасание любви и человеческой культуры. Музыкант считал, что американское влияние на мировую культуру является очень опасным для Европы: эту мысль, в стиле чёрного юмора, он выражает в песне «Death of the West» из альбома под тем же самым названием. В более поздних альбомах, однако, уже можно наблюдать поворот к изменению подобных настроений, поскольку интерес к тому, что сам Уэйкфорд называл «автоматически-рефлекторный антиамериканизм и антихристианский настрой» сошёл на нет.
Обложки альбомов Sol Invictus часто украшают экспрессионистские картины американского художника и музыканта Тора Ландвалля, с которым Уэйкфорд находится в дружеских отношениях.

## Скандалы
В середине 1980-х годов, после вступления Уэйкфорда в партию Британский национальный фронт и появления трека его группы Above The Ruins в компиляции No Surrender!, выпущенной в 1985 году лейблом Rock-O-Rama Records, наряду с треками нацистских групп Skrewdriver и Brutal Attack, Sol Invictus были обвинены в поддержке неофашизма. Уэйкфорд неоднократно отвечал на эту критику, заявляя, что его членство в Национальном фронте «было, вероятно, худшим решением в моей жизни, о котором я очень сожалею», и что многие члены его группы (в том числе и его жена, с которой они были вместе в течение восьми лет на тот момент) «в лучшем случае станут объектами для дискриминации, а в худшем ― будут мертвы, если ультраправая партия придёт к власти». Также он утверждал, что «никто из музыкантов, с которыми я работаю, не придерживается таких взглядов, и я сомневаюсь, что они захотели бы сотрудничать со мной, если знали, что их придерживаюсь я.» В июне 2011 года Уэйкфорд, после попытки сорвать один из его концертов в Лондоне, заявил, что все члены группы «лично полностью и безоговорочно настроены против фашизма, расизма, антисемитизма и гомофобии, […] и в наши выступления не являются какими-либо попытками обратиться к такой аудитории, которая бы искала соответствующее послание». Также он недвусмысленно указал на то, что музыканты не имеют «ни какой-либо симпатии к национал-анархизму, ни желания работать с его сторонниками».

## Дискография
| Год  | Название                                 | Формат, особые примечания                                     |
| ---- | ---------------------------------------- | ------------------------------------------------------------- |
| 1987 | Against the Modern World                 | Мини-LP                                                       |
| 1989 | In the Jaws of the Serpent               | Лайв-запись, LP                                               |
| 1989 | Lex Talionis                             | Часть сборника в коллаборации с Current 93 и Nurse with Wound |
| 1989 | Fields                                   | 12" с Current 93 и Nurse With Wound                           |
| 1990 | Sol Veritas Lux                          | CD                                                            |
| 1990 | Abattoirs of Love                        | 7"                                                            |
| 1990 | Lex Talionis                             | CD                                                            |
| 1990 | Trees in Winter                          | CD/LP                                                         |
| 1991 | The Killing Tide                         | CD/LP                                                         |
| 1992 | Death In June/Current 93/Sol Invictus    | Лайв-запись, CD с Death in June и Current 93                  |
| 1992 | Looking for Europe                       | 7"                                                            |
| 1992 | The Lamp of the Invisible Light          | 7"                                                            |
| 1992 | Somewhere in Europe/See the Dove Fall    | 7"                                                            |
| 1992 | Let Us Prey                              | Лайв-запись, CD                                               |
| 1992 | King & Queen                             | CD                                                            |
| 1994 | The Death of the West                    | CD                                                            |
| 1994 | Black Europe                             | Лайв-запись, CD                                               |
| 1995 | In the Rain                              | CD                                                            |
| 1997 | The Blade                                | CD                                                            |
| 1998 | In Europa                                | Лайв-запись,CD                                                |
| 1998 | All Things Strange and Rare              | CD                                                            |
| 1999 | In a Garden Green                        | CD                                                            |
| 2000 | Trieste                                  | Live CD                                                       |
| 2000 | The Hill of Crosses                      | CD                                                            |
| 2000 | Eve                                      | 7"                                                            |
| 2001 | Brugge                                   | Лайв-запись с концерта 1996-02-03                             |
| 2002 | Thrones                                  | CD                                                            |
| 2003 | The Giddy Whirls of Centuries            | CD                                                            |
| 2004 | The Angel                                | CD                                                            |
| 2005 | The Devil’s Steed                        | CD                                                            |
| 2006 | Walking in the Rain on the Ostrow Tumski | CD                                                            |
| 2010 | The Bad Luck Bird/Stella Maris           | 7"                                                            |
| 2011 | The Cruellest Month                      | CD (студийный альбом)                                         |
| 2014 | Once Upon a Time                         | CD (студийный альбом)                                         |

### Рецензии
- Рецензия на альбом The Devil’s Steed
- Рецензия на альбом The Angel
- Рецензия на альбом Sol Veritas Lux

### Интервью
- Интервью с Тони Уэйкфордом 2006 года